# Agonum fidele
Agonum fidele är en skalbaggsart som beskrevs av Thomas Casey. Agonum fidele ingår i släktet Agonum och familjen jordlöpare. Inga underarter finns listade i Catalogue of Life.